# سالفادور أغرا
سالفادور أغرا (بالبرتغالية: Salvador Agra‏) (11 نوفمبر 1991 فيلا دو كوندي البرتغال - ) هو لاعب كرة قدم برتغالي، يلعب كمهاجم.

## مسيرته

### مسيرته مع المنتخبات الوطنية
- 2010 - 2010 لعب مع منتخب البرتغال تحت 19 سنة لكرة القدم 5 مباريات سجل خلالها هدفين.
- 2010 - 2010 لعب مع منتخب البرتغال تحت 20 سنة لكرة القدم مباراتين.
- 2011 - 2012 لعب مع منتخب البرتغال تحت 21 سنة لكرة القدم 8 مباريات سجل خلالها هدفين.

### مسيرته مع الأندية
- 2010 - 2011 لعب مع نادي فارزيم 29 مباراة سجل خلالها هدف.
- 2011 - 2012 لعب مع نادي أولهانينسي 27 مباراة سجل خلالها 4 أهداف.
- 2012 - 2015 لعب مع ريال بيتيس 10 مباريات سجل خلالها هدف.
- 2013 - 2013 لعب مع نادي سيينا 9 مباريات.
- 2013 - 2014 لعب مع سبورتينغ براغا 8 مباريات.
- 2014 - 2014 لعب مع نادي أكاديميكا كويمبرا 14 مباراة سجل خلالها 4 أهداف.
- 2014 - 2014 لعب مع S.C. Braga B [الإنجليزية]‏ مباراة.
- 2014 - 2015 لعب مع سبورتينغ براغا 26 مباراة سجل خلالها 4 أهداف.

## روابط خارجية
- سالفادور أغرا على موقع قاعدة بيانات كرة القدم.إي يو (الإنجليزية)
- سالفادور أغرا على موقع Soccerway.com (الإنجليزية)
- سالفادور أغرا على موقع عالم كرة القدم.نت (الإنجليزية)
- سالفادور أغرا على موقع أوليمبيديا (الإنجليزية)
- سالفادور أغرا على موقع AS.com (الإسبانية)